# أوليفر ميلور
أوليفر ميلور (بالإنجليزية: Oliver Mellor)‏ هو مدرب شخصي بريطاني، ولد في 30 يناير 1981 في ونزر في المملكة المتحدة.

## وصلات خارجية
- أوليفر ميلور على موقع IMDb (الإنجليزية)
- أوليفر ميلور على موقع قاعدة بيانات الفيلم (الإنجليزية)